# Gahnia microcarpa
Gahnia microcarpa är en halvgräsart som beskrevs av André Guillaumin. Gahnia microcarpa ingår i släktet Gahnia och familjen halvgräs.
Artens utbredningsområde är Nya Kaledonien. Inga underarter finns listade i Catalogue of Life.